# Moorella thermoautotrophica
Moorella thermoautotrophica è una specie di batterio appartenente alla famiglia delle Thermoanaerobacteriaceae.